# Модзеле-Випихи
Модзеле-Випихи (пол. Modzele-Wypychy) — село в Польщі, у гміні Ломжа Ломжинського повіту Підляського воєводства.
Населення — 132 особи (2011).
У 1975-1998 роках село належало до Ломжинського воєводства.

## Демографія
Демографічна структура станом на 31 березня 2011 року:
|          | Загалом | Допрацездатний вік | Працездатний вік | Постпрацездатний вік |
| -------- | ------- | ------------------ | ---------------- | -------------------- |
| Чоловіки | 69      | 10                 | 42               | 17                   |
| Жінки    | 63      | 11                 | 28               | 24                   |
| Разом    | 132     | 21                 | 70               | 41                   |